# Przyimek
Przyimek (łac. praepositio) – nieodmienna i niesamodzielna część mowy, która łączy się z innymi wyrazami i nadaje im inny sens.
Na przykład rzeczownik stół tworzy z przyimkami wiele zestawień: na stole, o stole, za stołem, obok stołu, po stole, pod stołem, zza stołu, koło stołu, przy stole, ponad stołem, od stołu, ku stołowi itp.
Przyimki dzieli się na:
- przyimki proste (np. z, do, na, bez, za, pod, u, w, nad, o, od, po).
- przyimki złożone, składające się z przyimków prostych (np. z + nad = znad, po + przez = poprzez).

Przyimek w połączeniu z rzeczownikiem, przymiotnikiem lub liczebnikiem tworzy wyrażenie przyimkowe, np. z nudów, ze strachu, sklep z butami, zeszyt w kratkę, z piętnaście, ze sto, z milion.

## Język polski
Zasadniczo przyimki z następującymi po nich wyrazami pisze się oddzielnie, np. do domu, po drodze. Niektóre przyimki jednosylabowe mogą przyjmować końcówkę -e, zazwyczaj w utartych frazach, np. beze mnie, przeze mnie, ode mnie, nade wszystko, przede wszystkim.
Pisownię łączną stosuje się:
- w tradycyjnie utrwalonych wyrażeniach przyimkowych, np. dlaczego, naraz, pokrótce, wpół, wręcz, zgoła.
- jeżeli po przyimku następują cząstki: -bok, -dług, -koło, -czas, -miast, -śród i -wnątrz, np. obok, podczas, według, naokoło, zamiast, natomiast, natychmiast, spośród, wśród, wewnątrz, zewnątrz.[2]

Przyimki złożone zawsze pisze się łącznie. W przypadku przyimków złożonych z przyimkiem z, jeśli pierwsza głoska drugiego przyimka jest bezdźwięczna, przyimek zapisuje się jako s, np. spod, sponad (ale znad).

## Inne języki
W wielu językach (np. język japoński, koreański, węgierski, języki tureckie, indyjskie, drawidyjskie) przyimki stawiane są po rzeczowniku. Wówczas określa się je mianem postpozycji (rzadziej poimków).
Przykłady japońskie:
- バスへ (basu he, czyt. basu e) – do autobusu
- バスから (basu kara) – z autobusu
- バスで (basu de) – autobusem
- バス[の中]に (basu [no naka] ni) – w autobusie

Przykłady węgierskie:
- busz alatt – pod autobusem
- busz fölött – nad autobusem
- busz előtt – przed autobusem
- busz mögött – za autobusem

Przykłady koreańskie: 
- 버스 밑에 – pod autobusem
- 버스 뒤에 – za autobusem
- 버스 옆에 – obok autobusu
- 버스 앞에 – przed autobusem